# Loibes
Loibes ist eine Ortschaft und eine Katastralgemeinde der Stadtgemeinde Groß-Siegharts im Bezirk Waidhofen an der Thaya in Niederösterreich mit 42 Einwohnern (Stand 1. Jänner 2024).

## Geographie
Der Ort liegt eben eingebettet in bewaldete Hügel, im Westen der Losberg (651 m), im Südwesten die Pyhringer Höhe (683 m), im Westen der Hohe Stein (658 m) und im Nordwesten der Jungfrauenberg (612 m). Die höchste Erhebung der Umgebung ist der Predigtstuhl (718 m) im Süden. Durch das Dorf fließt der Loibesbach, der heute im Ortsgebiet unterirdisch verläuft. Außerhalb des Dorfs fließt der Amerexelbach, der 1,5 km südlich des Orts einen künstlichen Teich, den Amerexelteich, speist. Eine geologische Besonderheit bei Loibes sind gefaltete Granulite. Die unmittelbare Umgebung von Loibes war durch das Vorkommen des Acker-Leinkrauts (Linaria arvensis) bekannt.
Zur Ortschaft zählen weiters der Neuhof im Westen und der Sittmannshof im Norden. Am 1. April 2020 umfasste die Ortschaft 35 Adressen.

## Ortsname
Etymologisch geht der Ortsname auf slawisch *L'ubuša zurück, das sich vom 13. bis zum frühen 15. Jahrhundert über Lewbusch und Levbes zum heutigen Loibes entwickelte. Diese Herleitung wird auch durch das außer Gebrauch gekommene tschechische Exonym Libuš für Loibes gestützt.

## Geschichte

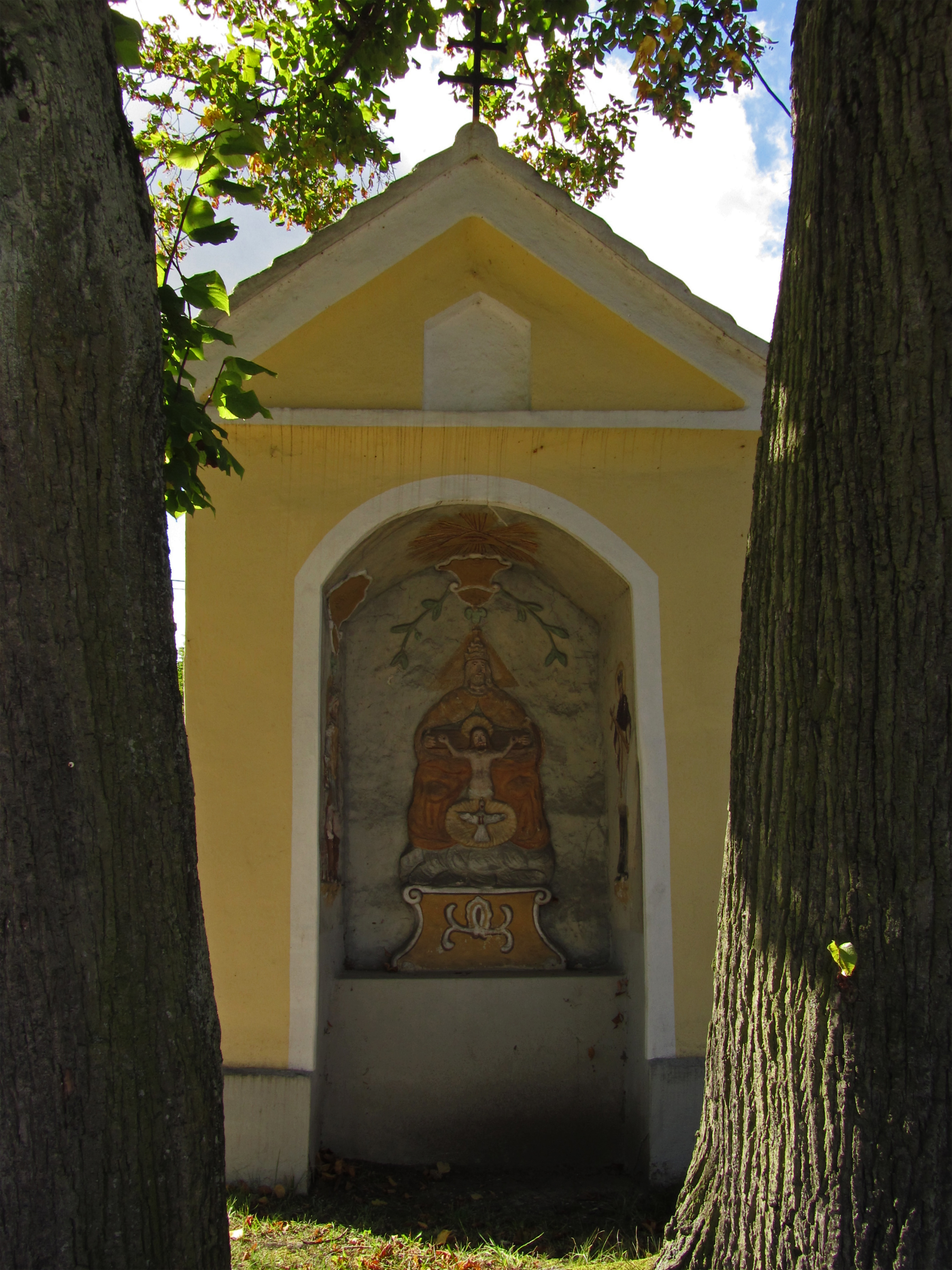
Kapelle im Zentrum von Loibes

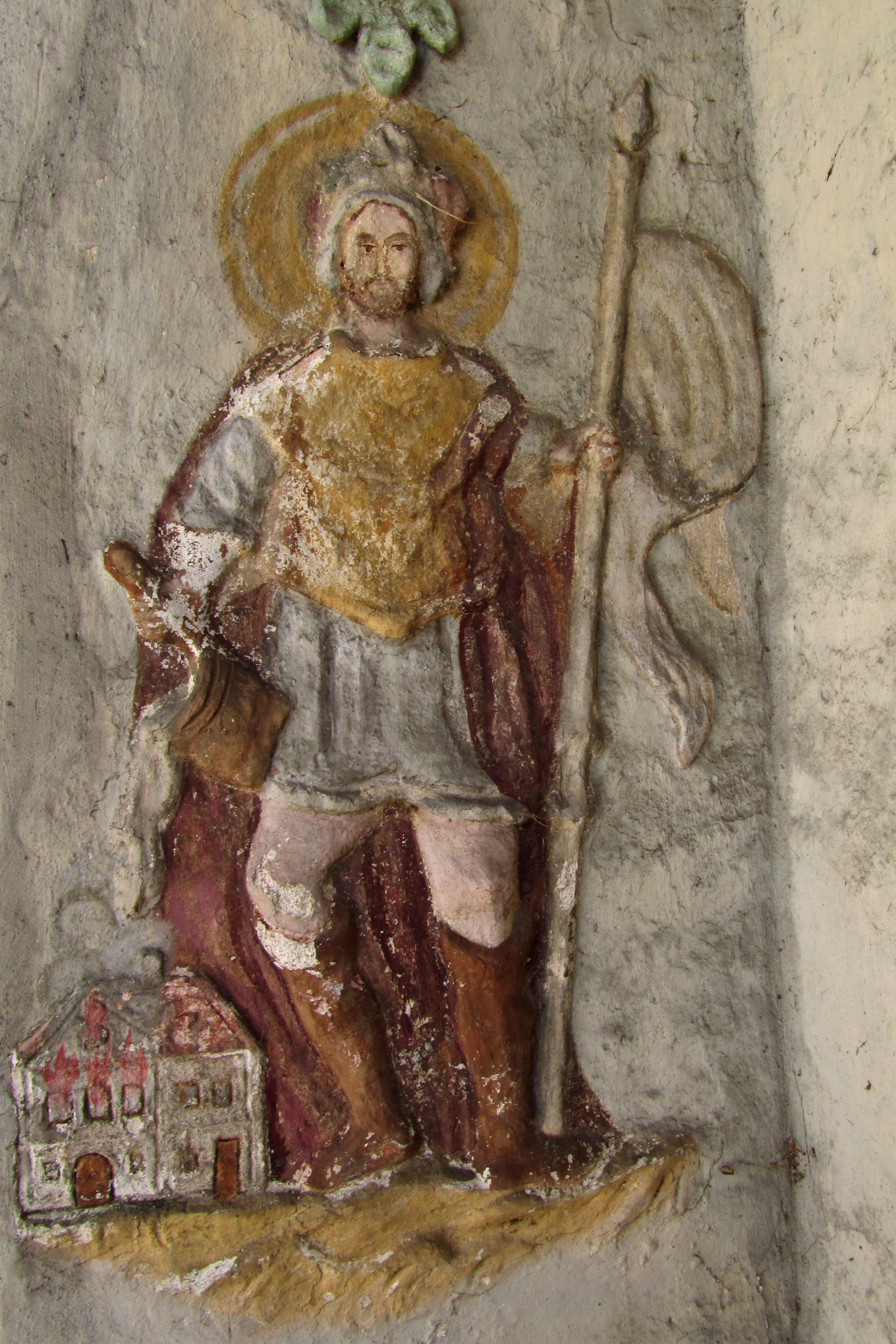
Der Heilige Florian in der Wegkapelle

Die Schul- und Pfarrzugehörigkeit ist traditionell das heute der politischen Gemeinde Waidhofen an der Thaya zugehörige Dorf Puch. Man unterstand der Ortsobrigkeit der Herrschaft Karlstein. 
Im Jahr 1840 bestand das Dorf aus 33 Häusern, in denen 49 Familien lebten, darunter 77 Männer, 99 Frauen und 44 Schulkinder. Als Viehbestand wurden „6 Pferde, 64 Ochsen, 36 Kühe, 82 Schafe, 11 Ziegen und 33 Schweine“ angegeben. Die Menschen waren als Bauern oder in der lokalen Uhrenindustrie tätig.
Laut Adressbuch von Österreich waren im Jahr 1938 in der Ortsgemeinde Loibes ein Gastwirt, ein Schmied, ein Tischler und das Gut Sittmannshof ansässig. Im Rahmen der Niederösterreichischen Kommunalstrukturverbesserung trat die damalige Ortsgemeinde Waldreichs per 1. Jänner 1972 der Gemeinde Groß-Siegharts bei.
Auf dem Gebiet des heutigen Loibes befand sich das 1230 urkundlich erwähnte untergegangene Dorf Sitmars, an das noch der Name der Meierei Sittmannshof erinnert.

## Sehenswürdigkeiten
Im Zentrum des Dorfs gegenüber der Kapelle und Leichenhalle befindet sich eine  denkmalgeschützte barocke Wegkapelle aus dem frühen 18. Jahrhundert. In ihrer Segmentbogennische finden sich stuckierte und kolorierte Reliefdarstellungen des Gnadenstuhls, des Florian von Lorch und des Johannes Nepomuk. 

## Internierungslager

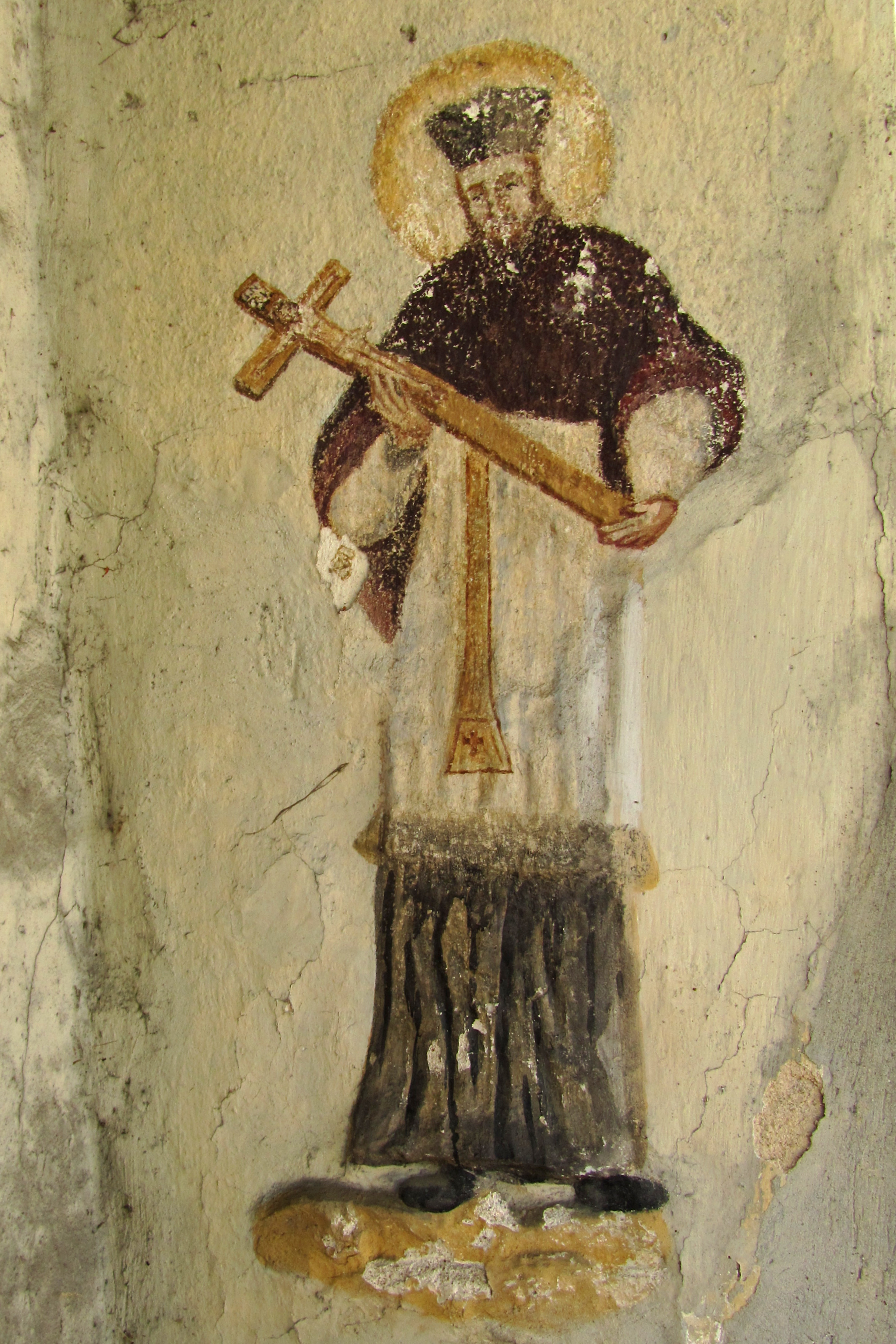
Johannes Nepomuk in der Wegkapelle

Auf dem Gemeindegebiet von Loibes befand sich im Ersten Weltkrieg eines der Internierungslager für Staatsbürger aus mit Österreich-Ungarn im Krieg befindlichen Staaten. Es wurde zwischen 1915 und 1916 in der der Adelsfamilie van der Straten-Ponthoz gehörenden Meierei Sittmannshof eingerichtet. 
Alexander Ritter Bosizio von Thurnberg und Jungenegg, der Bezirkshauptmann von Waidhofen an der Thaya quartierte hier etwa 100 Personen ein, die auf dem Meierhof und den umliegenden Äckern in der Landwirtschaft arbeiteten. Verwalter des Lagers und der Gelder der Internierten war Anton Schild, der Bürgermeister der damals selbständigen Gemeinde Loibes. Im November 1915 stieg die Zahl der Internierten auf mehr als 4.000, was Versorgungsprobleme auslöste.

## Demographie
| Jahr    | Anzahl Häuser | Einwohnerzahl | Jahr | Anzahl Häuser | Einwohnerzahl |
| ------- | ------------- | ------------- | ---- | ------------- | ------------- |
| 1590    | 20            |               | 1910 |               | 172           |
| 1732    | 19            |               | 1923 |               | 206           |
| 1751    | 20            |               | 1934 |               | 192           |
| 1794    | 28            | 151           | 1939 |               | 186           |
| 1822    | 30            |               | 1951 | 31            | 153           |
| 1830    | 33            | 176           | 1961 | 31            | 144           |
| 1846    |               | 209           | 1971 | 32            | 114           |
| 1869    | 34            | 197           | 1981 | 34            | 84            |
| 1880/90 |               | 187           | 1991 | 33            | 60            |
| 1900    |               | 171           | 2001 | 32            | 59            |

## Persönlichkeiten
- Johannes Seld de Leubs („aus Loibes“), Rektor der Wiener Universität von 1422 bis 1428[13]
- Anton Schild, Bürgermeister von Loibes während des Ersten Weltkrieges
- Birgit Zotz (* 1979), Ethnologin und Autorin, wuchs in Loibes auf

## Trivia
- In Loibes, Haus 6, hat die Zentrale der Österreichischen Religionsgesellschaft der Rastafari ihren Sitz, die von Wilhelm Friesenbiller und Andrea Unzeitig geleitet wird.[14]
- Nördlich von Loibes befindet sich auf 6 Hektar Fläche eine Motocross-Strecke von 1.560 Metern Länge, auf der immer wieder Wettbewerbe für die österreichischen Staatsmeisterschaften gefahren werden.